# Níkos Fóskolos
Níkos Fóskolos (grec moderne : Νίκος Φώσκολος) (né le 26 novembre 1927 à Athènes et mort le 30 octobre 2013  dans cette même ville) est un réalisateur et scénariste grec.

## Biographie
Níkos Fóskolos fait des études de sciences politiques à l'Université nationale et capodistrienne d'Athènes avant de se diriger vers la critique de film puis la réalisation.
Il entre à la Finos Film pour laquelle il travaille sur de très nombreux films, d'abord comme scénariste, puis comme réalisateur.
Ses scénarios sont cependant considérés comme parfois trop démonstratifs avec des dialogues artificiels, trop linéaires et manquant d'ellipses, son but étant souvent de dénoncer l'immoralité sociale.
Son plus grand succès cinématographique est Sous-lieutenant Natacha en 1970, malgré son discours réactionnaire et patriote plaisant à la dictature des colonels. Fóskolos était politiquement un conservateur et un nationaliste, défenseur des valeurs de la famille et de l'autorité paternelle. S'il était capable de reconnaître les maux dont souffrait la société de son temps, il proposait les valeurs de la famille et de la patrie pour les résoudre.
Il est l'un des réalisateurs de télévision les plus populaires. Sa Guerre inconnue a atteint un taux d'audience de 90 %, record jamais battu depuis. Il fut un des principaux scénaristes du soap-opéra à succès Lampsi dont les 3 457 épisodes furent diffusés de 1991 à 2005, ou de Kaliméra Zoi qui connut 3 179 épisodes.

## Filmographie partielle

### Comme scénariste
- 1964 : Cri (Κραυγή / Kravgui) de Kostas Andritsos
- 1965 : Terre sanglante (To Χώμα ϐάφτηκε κόκκινο / To homa vaftike kokkino) de Vasilis Georgiadis
- 1967 : Les balles ne reviennent pas (Οι σφαίρες δεν γυρίζουν πίσω (I sféres then yirízoun píso) de lui-même
- 1968 : Boulevard de la trahison (Η λεοφώρος της προδοσίας / I Léoforos tis prodosias) de Christos Kyriakopoulos
- 1970 : Sous-lieutenant Natacha (Υπολοχαγός Νατάσσα, Hypolochagos Natassa) de lui-même
- 1981 : Un espion nommé Nelly (Κατάσκοπος Νέλλη / Kataskopos Nelli) de Takis Vougiouklakis

### Comme réalisateur

#### Cinéma
- 1967 : Les balles ne reviennent pas (Η λεοφώρος της προδοσίας / I Léoforos tis prodosias)
- 1970 : Sous-lieutenant Natacha (Υπολοχαγός Νατάσσα, Hypolochagos Natassa)
- 1983 : O stohos

#### Télévision
- 1971-1974 : La Guerre inconnue (Poiisis kai melodia)